# Živojevići
Živojevići (cyr. Живојевићи) – wieś w Bośni i Hercegowinie, w Republice Serbskiej, w gminie Novo Goražde. W 2013 roku liczyła 11 mieszkańców.